# Lija
Lija és una municipi de Malta. En el cens de 2005 tenia 2797 habitants i una superfície d'1,1 km².
Està situat al centre de l'illa. L'església parroquial és d'estil barroc i està dedicada a la transfiguració del Salvador. A més compta amb altres 7 capelles.

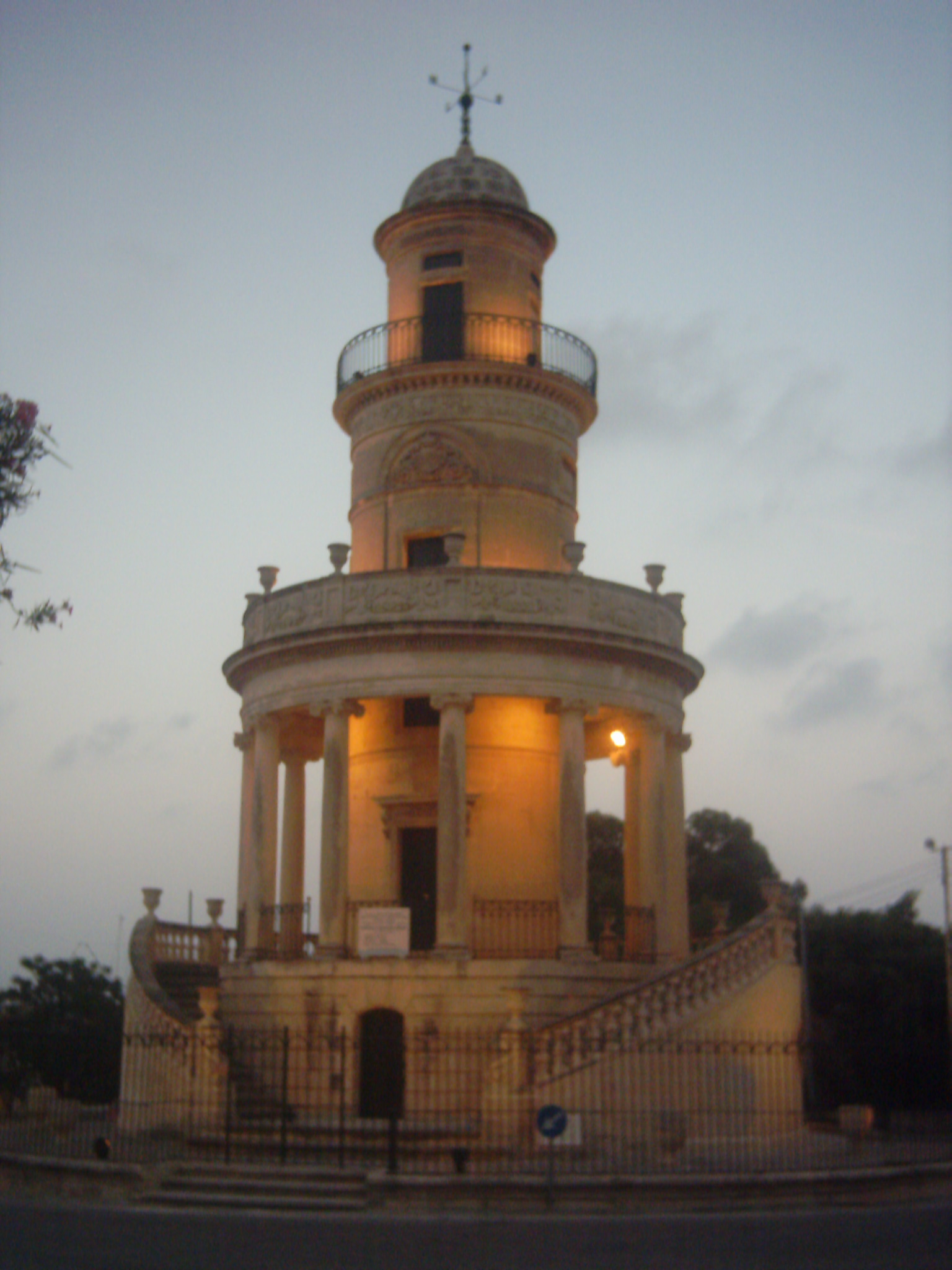
Torre Belveder